# Huhtisaari (ö i Birkaland, Tammerfors, lat 61,63, long 23,99)
Huhtisaari är en ö i Finland. Den ligger i sjön Pulesjärvi och i kommunen Tammerfors i den ekonomiska regionen Tammerfors och landskapet Birkaland, i den södra delen av landet, 170 km norr om huvudstaden Helsingfors. Öns area är 3,4 hektar och dess största längd är 290 meter i sydväst-nordöstlig riktning.